# Atynencja
Atynencja albo attynencja (przyległość) - historyczna jednostka osadnicza niezwiązana funkcjonalnie z miastem, jednak leżąca pod obszarem jego jurysdykcji.
Nazwy atynencja używano głównie w XIX i na początku XX wieku na określenie oddalonej od centrum części miasta, która nie łączyła się z jego śródmiejską zabudową. Obecnie często bywa nazywana przedmieściem, np. atynencją dla Szydłowca był, w XIX wieku, Książek oraz Wymysłów.